# Adrian Slywotzky

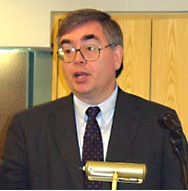
Adrian Slywotzky (2001)

Adrian J. Slywotzky (* 1951 in New York City) ist ein Unternehmensberater und Autor von Wirtschaftsliteratur.

## Leben
Slywotzky machte seinen Abschluss am Harvard College und erwarb einen JD von der Harvard Law School und einen MBA der Harvard Business School. Seit 1979 arbeitet er als Unternehmensberater, derzeit als Partner bei der Beratung Oliver Wyman. Er lebt in Cambridge, Massachusetts.

## Leistungen
Slywotzky hat mehrere Bücher über Profit und Wachstum geschrieben, darunter den Bestseller The Profit Zone, der 1998 als eines der zehn besten Wirtschaftsbücher ausgezeichnet wurde. Seine Bücher wurden in zahlreiche Sprachen übersetzt, teilweise auch ins Deutsche. Er ist einer der bekanntesten Unternehmensberater der USA und wurde 2000 und 2008 als einer der „Top 25 Consultants“ ausgezeichnet.

## Werke
- Value Migration: How to Think Several Moves Ahead of the Competition (1995) ISBN 978-0-87584-632-3
- The Profit Zone: How Strategic Business Design Will Lead You to Tomorrow's Profits mit David J. Morrison und Bob Andelmann (1998) ISBN 0-8129-2900-4
- Die 30 besten Strategien für mehr Gewinn. Der schnellste Weg zu profitablem Wachstum. mit David J. Morrison und Ted Moser (1999) ISBN 978-3-478-24510-4
- How Digital Is Your Business mit David J. Morrison (2000) ISBN 978-0-609-60770-1
- Profit Patterns: A Field Guide mit David J. Morrison (2002) ISBN 0-8129-3118-1
- The Art of Profitability (2004) ISBN 978-0-446-69227-4
- Wachsen ohne Wachstumsmärkte – Unternehmensstrategien für neuen Aufschwung (engl. How to Grow When Markets Don't) mit Richard Wise (2005) ISBN 3-636-01140-5
- The Upside: From Risk Taking to Risk Shaping - How to Turn Your Greatest Threat into Your Biggest Growth Opportunity mit Karl Weber (2007) ISBN 978-0-446-69227-4